# Andrej Argunov

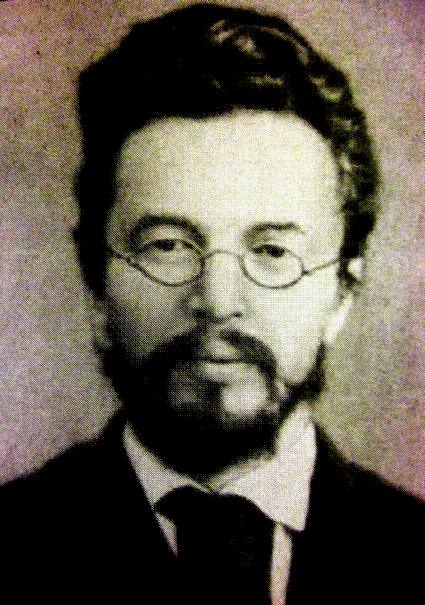
Andrej Aleksandrovitj Argunov

Andrej Aleksandrovitj Argunov (skrev under pseudonymen Voronovitj), född 1866, död 1939, var en rysk socialrevolutionär.
Argunov var en av de äldsta och mest framträdande medlemmarna av det ryska socialrevolutionära partiets högra flygel. 1896–98 deltog han i utarbetandet av partiets program, och 1901 grundade han den hemliga tidskriften Det revolutionära Ryssland. Från 1905 innehade han flera viktiga poster inom sitt parti, bland annat förde han förhandlingarna med polischefen Lopuchin om Yevno Azefs avslöjande. Efter oktoberrevolutionen bekämpade Argunov energiskt sovjetregimen. Han bosatte sig efter inbördeskrigets slut i Västeuropa, där han fortsatte att som författare kämpa för ett demokratiskt styrelseskick i Ryssland.